# Argazinská přehradní nádrž
Argazinská přehrada (rusky Аргазинское водохранилище) je přehradní nádrž na území Čeljabinské oblasti v Rusku. Má rozlohu 102 km². Je 11 km dlouhá. Průměrná hloubka je 6,5 m. Má objem 0,65 km³.

## Vodní režim
Přehradní nádrž na řece Miass v povodí Tobolu za přehradní hrází Argazinské vodní elektrárny byla naplněna v roce 1946 a pohltila i jezero Argazi. Úroveň hladiny kolísá v rozsahu 6 m. Reguluje dlouhodobé kolísání průtoku.

## Využití
Využívá se pro zásobování vodou a energetiku. Je zde rozvinuté rybářství (okouni, jelci, síhové, štiky).